# Bバージン
『Bバージン』（ビーバージン）は山田玲司の青年漫画作品。『週刊ヤングサンデー』（小学館）に1991年から1997年まで連載された。単行本は全15巻。

## あらすじ
生物部に所属する生物オタクの高校生住田秋は桂木ユイに恋をする。2人の姉と1人の妹に徹底的なイケメンに仕立て上げられ、ユイと同じ大学に入学。キャンパス中の耳目を集めるも、好きな女性の為に、他の女性とは、絶対にヤらない……「Bバージン」の宿命を背負いユイを狙う。
大学入学当初はゴールドというサークルを立ち上げ、当時のバブル景気に見られた典型的なナンパサークルで「兄貴」と呼ばれながらカリスマナンパ師のごとく活躍するが、言寄ってくる多くの女性の誘惑にも負けず、ユイへの気持ちから自分のアイデンティテイを見出し、大学を中退して水族館にアルバイトとして勤務しながら、本当の自分像を追い求める青春ストーリー。

## 登場人物
住田 秋（すみた あき）
本作の主人公。生粋の生物（特にカメ）オタクであり、高校時代は生物部に所属。冴えない外見から「ヒクガエル（卑屈なカエル）」という仇名をつけられる惨めな存在だったが、一目惚れしたユイにつり合う男になるべく、姉の指導で徹底的に自己改造し、別人のようなイケメンに生まれ変わってユイと同じ大学に進学する。以降はひたすらユイに振り向いてもらおうと奮闘するも、さまざまな問題に直面して苦労を重ね、結局大学は中退。イケメンとしての付け焼き刃なアプローチではどうしてもユイは振り向いてくれないと悟り、自分が唯一自信を持てる生物の道を究めようと邁進していくことになる。
容姿と、姉に仕込まれた口説きのテクニックから軽薄な男と見られがちであるが、実は稀に見る努力家。決めたことは何が何でもやり通し、つらいことからも逃げないことを己の信条としている。
普段はひた隠しにしているが、生物、ことカメに関しては膨大な知識と情熱を併せ持っている。そのため、誰かに何かを真剣に伝えようとすると、たとえ話が動物に偏る傾向がある。
極度のスポーツ音痴であるが、これはずっと文科系のクラブ（生物部）に所属していたためであり、潜在的な身体能力は決して低くはない。また元来きわめて打たれ強く、スタミナも常人以上のものを秘める。

### 女性達
桂木 ユイ（かつらぎ ゆい）通称：ユイ
本作品のヒロイン。主人公、住田秋の高校時代からの同級生。ガードの堅い元気な女性。飼い猫の名前はブンタ。
乙丸 ありさ（おとまる ありさ）通称：アリサ
主人公、住田秋の大学の同級生。複数のキープ男をストックする女王。キャンパスではNo.1。
北川 美琉（きたがわ みる）通称：ミル
有明水族館の職員。男勝りの性格。生き物を愛する。
武田 ミホ（たけだ みほ）
ユイの友人。元気が良く、ユイと秋を支えてきた。
住田 春子（すみた はるこ）
秋の一番上の姉。秋を鍛え上げた。
住田 夏紀（すみた なつき）
秋の姉。春子達と秋を鍛えた。人の不幸が好き。
樹火滝 萌（きびたき もえ）
水族館を治める樹火滝の娘。暴力団をバックにつけ、秋をつぶそうとする。実の親から虐待を受けていた。
神田 レイナ（かんだ レイナ）
Bバージン史上最悪の女。性格が悪い。

### 秋を支える人達
西田（にしだ）
秋のキャンパスの友人。秋と一緒にサークル「ゴールド」を立ち上げる。アリサ曰く「格好がお水臭い」。
稲葉ヒデキ 通称：ヒデさん
荒れて酔いつぶれていた秋を拾ったゲイのホスト。当初は秋をもゲイしようともくろんでいたが、その純粋さに共感し以後は秋を見守る。
鴨川（かもがわ）広樹 通称：ラモ
横浜のチーマー「ヘルタースケルター」の元リーダーで、モトミのサッカーのチームメイト。失恋の憂さ晴らしにミホにクスリ入りのタバコを吸わせてホテルに連れ込んだことから、激昂した秋と壮絶な喧嘩になる。その際、逆にミホに惚れ込んで和解し、そのまま交際を開始。のちに秋が生物オタクであること、そしてユイに一途に想いを寄せていることを知り、その心意気を見込んで協力者となった。もとが筋金入りの不良だけに言動が粗暴で、何かにつけて秋をボートのオールで殴る。しかしその実かなりのお人好しで面倒見も良く、自分の進む道に迷う秋を幾度となく激励し、鍛え上げ、男としての指針を与え続けた。引退しているもののヘルタースケルターの元リーダーとしてのカリスマ性は健在で、２度に渡ってチームを収集。１度目はモトミとフリーキック勝負をすることになった秋に凄まじいまでの特訓を施し、２度目は水族館でのクーデターの際に秋を全員で後方支援した。
ケージ
鴨川広樹（ラモ）の友人、ラモの高校サッカー時代のチームメイト。その後「ヘルタースケルター」をラモと立ち上げる。モトミとフリーキック勝負をする秋に、ラモと共に特訓を施す。
カルロス・ロードマン
ブラジルからの留学生。モトミとフリーキック勝負をすることになった秋に特訓を施す。
ジェイコブ
秋が西表島で出会った海人（ゲイ）。他の女性と同様、秋に一目ぼれしてしまう。
和田さん
有明国際水族館の幹部。ヨーロッパ在住の際、グリンピースに所属していたと噂される。
北川大吉（きたがわ　だいきち）
北川ミルの兄。有明国際水族館の契約社員。

### 秋のライバル
佐伯 明広（さえき あきひろ） 通称：サエキ
大手広告代理店社員（ヤングエグゼクティブ）通称（ヤンエグ）で多くの愛人を持ち、ユイとは恋人だった。後に秋の姉である春子と結婚。最終的には、秋の夢を叶えるために、資金援助をする。
佐藤 元三（さとう モトミ） 通称：モトミ
ユイに惚れたサッカー部のエース。大胆な性格でユイにアタックする。
樹火滝俊行（きびたき　としゆき）
不振の有明国際水族館を盛り返すために、新しく館長となる。過去に大森水族館や新宿アクアを立ち上げた実績をもっていた。

### その他
神田川 ひかる（かんだがわ　ひかる）
死語を連発するため、秋のゼミのメンバー中では「死語大名」と恐れられている。

## 用語
やらハタ
経験のないまま20歳になること。
Bバージン
付き合っている女性を大事にしたいから、他の女性とは経験しないこと（他の女性と経験しようと思えばいつでもできる）。ちなみにAバージンは親ガードのせいで経験のない嬢ちゃん坊ちゃんのことで、Cバージンとは非モテであるゆえの未経験のことである。

## 書籍情報

### 単行本
1. Vol.1　宿命のBバージン　1991年10月5日発行 ISBN 4-09-151301-8
2. Vol.2　ビターレイン　1992年4月5日発行 ISBN 4-09-151302-6
3. Vol.3　冬のめまい　1992年9月5日発行 ISBN 4-09-151303-4
4. Vol.4　カモメガトンダ　1993年4月5日発行 ISBN 4-09-151304-2
5. Vol.5　改造人間 秋　1993年10月5日発行 ISBN 4-09-151305-0
6. Vol.6　カメの啓示　1994年3月5日発行 ISBN 4-09-151306-9
7. Vol.7　一生分の勇気　1994年10月5日発行 ISBN 4-09-151307-7
8. Vol.8　バ・ラ・セ　1995年4月5日発行 ISBN 4-09-151308-5
9. Vol.9　NUDE　1995年10月5日発行 ISBN 4-09-151309-3
10. Vol.10　ゼロじゃねぇ　1996年4月5日発行 ISBN 4-09-151310-7
11. Vol.11　たたきつぶす!!　1996年7月5日発行 ISBN 4-09-151771-4
12. Vol.12　サウスホープ　1996年10月5日発行 ISBN 4-09-151773-0
13. Vol.13　BEGIN　1997年1月5日発行 ISBN 4-09-151773-0
14. Vol.14　甦る女殺し　1997年6月5日発行 ISBN 4-09-151774-9
15. Vol.15　ありがとう　1997年9月5日発行 ISBN 4-09-151775-7

## 反響
じゃまおくんは「オタクからモテ男への転身を描いた、当時としては画期的なラブコメであり、多くの非モテ男へ勇気と希望を与えるマンガだった」「大学生チャラ男編、熱血純愛編、水族館内部紛争編のように激しく方向性が変わっていった作品ではありますが、最後までハイテンションを維持しており、名作と呼ぶにふさわしい」と評している。。